# Vasili Iskovskih
Vasili Alexeievich Iskovskih (em russo:   Василий Алексеевич Исковских; Oblast de Oremburgo, 1 de julho de 1939 – 4 de janeiro de 2009) foi um matemático russo.
Iskovskih obteve um doutorado em 1968 na Universidade Estatal de Moscou, orientado por Yuri Manin.
Foi palestrante convidado do Congresso Internacional de Matemáticos em Varsóvia (1983: Algebraic 3-folds with special regard to the problem of rationality).

## Obras
- com Igor Shafarevich: Algebraic Surfaces, I. R. Shafarevich: Algebraic Geometry II, Encyclopedia of Mathematical Sciences 23, Springer 1996, p. 127–154 (primeira edição em russo, 1989)
- com Yuri Manin: Dreidimensionale Quartiken und Gegenbeispiele zum Lüroth-Problem. (em russo), Mat. Sbornik, Band 86, 1971, p. 140–166
- com Yu. G. Prokhorov: Fano Varieties. In: A. N. Parshin, I. Shafarevich: Algebraic Geometry V. Encyclopedia of Mathematical Sciences, Springer, 1999
- Fano 3-folds. (em russo), Parte 1, 2, Mat. USSR Izv., Volume 11, 1977, p. 485–527, Volume 12, 1978, p. 469–506